# Vlčkovce
Vlčkovce é um município da Eslováquia, situado no distrito de Trnava, na região de Trnava. Tem 12,86 km² de área e sua população em 2019 foi estimada em 1385 habitantes.

## Demografia
| Ano:        | 1994 | 2004   | 2014    | 2024   |
| ----------- | ---- | ------ | ------- | ------ |
| Broj ljudi: | 1133 | 1151   | 1318    | 1347   |
| Razlika:    |      | +1,58% | +14,50% | +2,20% |

| Ano:               | 2023 | 2024   |
| ------------------ | ---- | ------ |
| Número de pessoas: | 1367 | 1347   |
| Diferença:         |      | -1,46% |